# Кетлінська Віра Казимирівна
Кетлінська Віра Казимирівна (11 травня 1906—23 квітня 1976) — російська письменниця.
За її однойменним романом створено телефільм Б. Савченка «Мужність» (1980, 7 а).
Батько: Казимир Пилипович Кетлинський (1875—1918) — російський військовий діяч українського походження, контр-адмірал, учасник російсько-японської війни. У 1917—1918 роках обіймав посаду Главнамура (Головного начальника Мурманського укріпленого району і Мурманського загону судів), фактично перший голова Мурманська.